# Längenbühl
Längenbühl es una localidad suiza del cantón de Berna, situada en el distrito de Thun, en la comuna de Forst-Längenbühl. 
Langenbühl fue una comuna independiente del cantón de Berna hasta el 31 de diciembre de 2006, fecha en la cual fusionó con la comuna de Forst, para formar la nueva comuna de Forst-Längenbühl.
- Datos: Q663123
- Multimedia: Längenbühl / Q663123